# Franz Wüerst
Franz Richard Alexander Wüerst (* 20. Dezember 1854 in Berlin; † 30. Januar 1915 ebenda) war ein deutscher Bauingenieur, Geheimer Oberbaurat und Vortragender Rat im Reichsmarineamt.

## Familie
Franz Wüerst war ein Sohn des Komponisten und Kompositionslehrers Richard Ferdinand Wüerst und dessen Ehefrau, der Konzertsängerin Franziska, geb. Weimann. Aus seiner am 7. April 1895 in Graudenz mit Betty Elise Margarethe Haase geschlossenen Ehe gingen zwei Söhne hervor, darunter der Generalmajor Erich Wüerst.

## Karriere
Nach verschiedenen Tätigkeiten als Regierungsbaumeister wurde Wüerst im Jahr 1893 auf eigenen Wunsch aus dem Staatsdienst entlassen. Im Dienst des Reichsmarineamts beaufsichtigte er in den Folgejahren in verschiedenen leitenden Funktionen den Hafenbau in Wilhelmshaven. Im Jahr 1903 wurde er als Geheimer Baurat und Vortragender Rat ins Reichsmarineamt in Berlin versetzt. Fünf Jahre später wurde er zum Geheimen Oberbaurat mit dem Rang der Räte zweiter Klasse befördert.

## Auszeichnungen
- 1906: Königlicher Kronen-Orden 3. Klasse[8]
- 1911: Königlicher Kronen-Orden 2. Klasse[6]
- 1914: Roter Adlerorden 2. Klasse mit Eichenlaub[9]